# クリイワイ
クリイワイ（1969年5月23日 - ?）は、日本中央競馬会に所属していた競走馬・種牡馬。
「花の47年組」の一頭。
通算18戦で掲示板を外したのは1回だけで、2桁着順は一度も無かった。
47年組の中で唯一、大レースと縁がなく、東京・中山以外で行われるレースに参戦したこともなかった。

## 経歴
父のオンリーフォアライフは1963年に2000ギニーを制し、種牡馬としてもイチフジイサミを送り出していた。
母のクリヒデは1962年の秋の天皇賞馬で、同年の最優秀5歳以上牝馬に輝いた。
母の父のクリノハナは1952年のクラシック二冠馬。

### 戦績
1971年12月の中山で郷原洋行を鞍上にデビューし、19頭立ての19番枠で出走して4着であった。
年が明けて1972年2月行われたダートの未勝利で初勝利を挙げると、その後は芝に戻して条件戦を走りまくり、1着3回・2着2回・3着2回の好成績を残す。重賞初挑戦のカブトヤマ記念では条件馬の身であったため12頭中10番人気の低評価であったが、1番人気のハクホオショウに迫る2着と走った。続くクモハタ記念ではタケデンバードの次の4番人気と支持率を上げたが、4着に終わった。
1973年は東京で行われた金杯（東）から始動し、ハクホオショウ・イナボレス・タケフブキ・カネヒムロら有力馬に次ぐ8番人気の評価であったが、レースでは11番人気の伏兵・ハーバーマモルをハナ差退けて重賞初制覇。東京新聞杯では2番人気に推されたが、1番人気のスガノホマレにアタマ差の2着に終わった。中山記念5着・ダイヤモンドS3着の後、アルゼンチンJCCで前年春の天皇賞馬ベルワイドを抑えて人気に応えたのがラストランとなり、同年引退。

### 引退後
引退後は種牡馬となったが、目立った産駒を残せなかった。

## 競走成績
| 年月日 | 年月日 | 年月日 | 開催場 | 競走名          | 頭数 | 人気 | 着順 | 距離（状態）  | タイム | 着差    | 騎手     | 斤量 | 勝ち馬（2着馬）        |
| ------ | ------ | ------ | ------ | --------------- | ---- | ---- | ---- | ------------- | ------ | ------- | -------- | ---- | ---------------------- |
| 1971   | 12.    | 11     | 中山   | 新馬            | 19   | 6    | 4着  | 芝1200m（良） | 1.13.8 | 1.1秒   | 郷原洋行 | 53   | ヒコネジョウ           |
| 1972   | 2.     | 27     | 中山   | 未出未勝        | 15   | 1    | 1着  | ダ1700m（不） | 1.48.2 | アタマ  | 郷原洋行 | 54   | （チョウカイゲッコウ） |
|        | 3.     | 26     | 中山   | 200万下         | 17   | 4    | 6着  | 芝1600m（不） | 1.43.0 | 1.3秒   | 郷原洋行 | 54   | プラテーロ             |
|        | 4.     | 30     | 東京   | 200万下         | 8    | 1    | 2着  | 芝1800m（良） | 1.51.7 | 0.0秒   | 郷原洋行 | 54   | クローバーホマレ       |
|        | 6.     | 11     | 東京   | 200万下         | 16   | 2    | 1着  | 芝1800m（良） | 1.50.1 | クビ    | 坂本恒三 | 54   | （タキアラシ）         |
|        | 7.     | 1      | 東京   | あざみ賞        | 13   | 2    | 2着  | 芝1600m（良） | 1.36.4 | 0.5秒   | 柴田政人 | 56   | アラカワタンユウ       |
|        | 7.     | 22     | 東京   | カンナ賞        | 8    | 2    | 4着  | 芝1600m（稍） | 1.37.4 | 0.8秒   | 坂本恒三 | 54   | クリヒット             |
|        | 9.     | 3      | 中山   | 400万下         | 12   | 1    | 3着  | 芝1800m（良） | 1.49.4 | 0.3秒   | 郷原洋行 | 54   | パミールターフ         |
|        | 9.     | 17     | 中山   | 鹿島灘特別      | 8    | 1    | 3着  | 芝1800m（稍） | 1.51.1 | 0.6秒   | 郷原洋行 | 54   | イナボレス             |
|        | 10.    | 1      | 中山   | 400万下         | 6    | 1    | 1着  | 芝1800m（良） | 1.50.6 | 1 1/4身 | 郷原洋行 | 54   | （ナツテイ）           |
|        | 10.    | 15     | 東京   | 中距離特別      | 8    | 1    | 1着  | 芝2000m（良） | 2.04.2 | 1/2馬身 | 郷原洋行 | 56   | （マスヒロ）           |
|        | 11.    | 12     | 東京   | カブトヤマ記念  | 12   | 10   | 2着  | 芝2000m（良） | 2.01.9 | 0.1秒   | 郷原洋行 | 55   | ハクホオショウ         |
|        | 12.    | 3      | 東京   | クモハタ記念    | 19   | 4    | 4着  | 芝1800m（良） | 1.48.8 | 0.2秒   | 郷原洋行 | 53   | タケデンバード         |
| 1973   | 1.     | 7      | 東京   | 金杯（東）      | 13   | 8    | 1着  | 芝2000m（不） | 2.04.8 | ハナ    | 郷原洋行 | 53   | （ハーバーマモル）     |
|        | 2.     | 4      | 東京   | 東京新聞杯      | 15   | 2    | 2着  | 芝2000m（良） | 2.01.1 | 0.0秒   | 郷原洋行 | 55   | スガノホマレ           |
|        | 3.     | 11     | 中山   | 中山記念        | 16   | 3    | 5着  | 芝1800m（良） | 1.50.3 | 0.7秒   | 郷原洋行 | 54   | ジンデン               |
|        | 4.     | 1      | 中山   | ダイヤモンドS   | 12   | 1    | 3着  | 芝3200m（良） | 3.21.6 | 0.6秒   | 郷原洋行 | 56   | トーヨーアサヒ         |
|        | 5.     | 13     | 東京   | アルゼンチンJCC | 11   | 1    | 1着  | 芝2400m（良） | 2.27.4 | クビ    | 柴田政人 | 54   | （ベルワイド）         |